# Ogólnopolski Otwarty Konkurs Poetycki „Szuflada”
Ogólnopolski Otwarty Konkurs Poetycki „Szuflada” – ogólnopolski konkurs poetycki organizowany w Oleśnie w woj. opolskim.
Organizatorami OOKP „Szuflada” były Oleska Biblioteka Publiczna im. Jakuba Alberta Pieloka, Państwowa Szkoła Muzyczna I Stopnia w Oleśnie, Oleskie Muzeum Regionalne im. Jana Nikodema Jaronia oraz Miejski Dom Kultury.
Co roku w konkursie uczestniczyło około 400 poetek i poetów z całej Polski.

## I Edycja, 2010
- Jury: Bartosz Suwiński, Sławomir Kuźnicki, Piotr Sobolczyk
- Nagrodzeni: Robert Miniak (I miejsce), Emilia Stefańska (II miejsce), Adam Buszek i Katarzyna Zając (III miejsce), wyróżnienia: Andrzej Cieślak, Kamila Selmoser, Mariusz Jacek Rokita, Beata Patrycja Klary

## II Edycja, 2011
- Jury: Radosław Wiśniewski, Renata Blicharz, Juliusz Gabryel
- Nagrodzeni: Anna Piliszewska, Bogumiła Jęcek (II miejsce), Czesław Markiewicz (III miejsce), wyróżnienia: Małgorzata Borzeszkowska, Joanna Danuta Bieleń, Dorota Ryst, Krzysztof Sokół, Małgorzata Kierat

## III Edycja, 2012
- Jury: Radosław Wiśniewski, Renata Blicharz, Witek Sułek
- Nagrodzeni: Karol Graczyk (I miejsce), Anna Piliszewska (II miejsce), Kacper Płusa (III miejsce), wyróżnienia: Paweł Loba, Czesław Markiewicz, Anna Mrózek, Mariusz Cezary Kosmala

## IV Edycja, 2013
- Jury: Radosław Wiśniewski, Ryszard Chłopek, Dariusz Pado
- Nagrodzeni: Czesław Markiewicz (I miejsce), Martyna Łogin (II miejsce), Kamila Besz (III miejsce), wyróżnienia: Mirosław Puszczykowski, Katarzyna Czech

## V Edycja, 2014
- Jury: Radosław Wiśniewski, Joanna Wajs, Dawid Jung
- Nagrodzeni: Anna Piliszewska (I miejsce), Bogdan Nowicki (II miejsce), Janusz Pyziński (III miejsce), wyróżnienia: Paweł Kulpiński, Jarosław Kapłon, Kamil Galus[1]